# Makoto Uchida (directivo)
Makoto Uchida (内田 誠 Uchida Makoto?, 20 de julio de 1966) es un director ejecutivo japonés. Es consejero delegado de Nissan Motor Co., Ltd.

## Educación
Uchida se licenció en teología por la Universidad de Doshisha en 1991. 

## Carrera
Una vez graduado, Uchida se unió a Nissho Iwai (actualmente Sojitz), una sogo shosha (empresa comercial integrada) con sede en Tokio, en abril de 1991. 
Se unió a Nissan en octubre de 2003, y fue nombrado gerente en octubre de 2006. En septiembre de 2012, dejó Nissan para unirse a Renault Samsung Motors por menos de 2 años. Luego se reincorporó a Nissan como Director de Programa en abril de 2014. 
Su carrera ejecutiva de Nissan comenzó en noviembre de 2016 cuando fue nombrado vicepresidente corporativo del departamento de compras de Alliance. Se convirtió en presidente de Dongfeng Motor Co., Ltd. y vicepresidente senior en abril de 2018. Un año después, en abril de 2019, también fue nombrado presidente del Comité Directivo de China. 
En octubre de 2019, Uchida fue elegido por unanimidad por la junta directiva para convertirse en el nuevo CEO de Nissan, asumiendo el cargo el 1 de diciembre de 2019. 